# Nao Eguchi
Nao Eguchi (japanisch 江口 直生 Eguchi Nao; * 22. März 1992 in der Präfektur Osaka) ist ein japanischer Fußballspieler.

## Karriere
Eguchi erlernte das Fußballspielen in der Schulmannschaft der Osaka Toin High School und der Universitätsmannschaft der Osaka-Sangyo-Universität. Seinen ersten Vertrag unterschrieb er 2014 beim Ehime FC in Matsuyama. Der Verein spielte in der zweithöchsten Liga des Landes, der J2 League. Für Ehime absolvierte er 22 Zweitligaspiele. 2017 wechselte er nach Akita zum Drittligisten Blaublitz Akita. Mit Blaublitz feierte er 2020 die Meisterschaft der dritten Liga und den Aufstieg in die zweite Liga. Nach insgesamt 103 Ligaeinsätzen wechselte er zu Beginn der Saison 2023 zum Drittligisten Kamatamare Sanuki.

## Erfolge
Blaublitz Akita
- Japanischer Drittligameister: 2020  ▲